# 82e division d'infanterie d'Afrique
Pour les articles homonymes, voir 82e division.
La 82e division d'infanterie d'Afrique (82e DIA) est une grande unité de l'Armée de terre française pendant la Seconde Guerre mondiale.

## Commandants de la82eDIA
- 1939 - 1940: Général  Armingeat

## Historique

### Composition
- 1er régiment de zouaves,
- 6e régiment de tirailleurs algériens,
- 4e régiment de tirailleurs marocains,
- 66e régiment d'artillerie d'Afrique,
- 266e régiment d'artillerie lourde divisionnaire,
- 82e groupe de reconnaissance de division d'infanterie[1].

Mise sur pied au Maroc, elle rejoint la métropole début octobre 1939.
(source atf40)

### Campagne de France
En mai 1940 la 82e DIA est sur le front de Lorraine et répond à l'attaque allemande dans la région de Sarreguemines jusqu'au 23 mai.
La division qui a bien résisté est très éprouvée et se reconstitue à Dieuze puis à st Menehould. À partir du 5 juin elle combat dans la région de Reims, puis à Epernay et à la Montagne de Reims et ensuite à Troyes dans l'Aube et aux marais de St GOND. Une bonne partie de l'unité est capturée entre Seine et Aube, le général Armingeat fait prisonnier, c'est le colonel Fromentin chef du 1er RZ qui prend le commandement de la division. Les rescapés se replient au camp de la Courtine. La 82e DIA est dissoute après l'armistice.

## Sources
1. ↑  Thierry Moné et Jean-François Tixier, Les insignes des spahis, Lavauzelle, 1995 (ISBN 978-2-402-44918-2, lire en ligne), p. 24